# Michael Ballance
Michael Heudebourck Ballance (* März 1928; † 27. Juli 2006) war ein britischer Epigraphiker und Klassischer Archäologe.

## Leben
Michael Ballance studierte am St John’s College der University of Cambridge und schloss 1948 mit dem B.A. ab. 1948 bis 1950 war er Stipendiat der British School at Rome und nahm an Ausgrabungen in Libyen und der Kyrenaika teil. 1954 reiste er erstmals mit William Moir Calder in Innerkleinasien, weitere Reisen folgten von 1955 bis 1958. 1954 nahm er an den Ausgrabungen in Emporion auf Chios teil, 1958 an den Grabungen von Michael Gough in Dağ Pazarı in Kilikien. Im Jahr 1960 wurde er an der University of Edinburgh promoviert. Von 1957 bis 1962 war er stellvertretender Direktor der British School at Rome. Anschließend lehrte er bis zu seinem Ruhestand 1977 alte Sprachen am Eton College und war dort auch Kurator des Myers Museum. Von 1961 bis 1994 unternahm er zahlreiche weitere Reisen in Kleinasien auf der Suche nach neuen Inschriften und Denkmälern. Ein großer Teil der von ihm gesammelten Inschriften wurde in Monumenta Asiae Minoris Antiqua XI publiziert.

## Schriften (Auswahl)
- The Site of Derbe. A New Inscription. In: Anatolian Studies 7, 1957, S. 147–151.
- Roman Roads in Lycaonia. In: Anatolian Studies 8, 1958, S. 223–234.
- mit John Bryan Ward-Perkins: The Caesareum at Cyrene and the Basilica at Cremna. In: Papers of the British School at Rome 26, 1958, S. 137–194.
- An archaeological reassessment of the classical period in central Asia Minor. Dissertation Universität Edinburg 1960 (Digitalisat).
- mit J. M. R. Cormack, C. W. M. Cox, Alan Coxon, Henri Grégoire, W. K. C. Guthrie und A. P. S.: Sir William Calder, 1881–1960. In: Anatolian Studies 11, 1961, S. 29–37.
- Derbe and Faustinopolis. In: Anatolian Studies 14, 1964, S. 139–145.
- mit John Boardman, Spencer Corbett, Sinclair Hood: Excavations in Chios 1952–1955: Byzantine Emporio (= Annual of the British School at Athens. Supplementary volume 20). Thames and Hudson, London 1989.
- Three untypical churches in Central Anatolia. In: Byzantinische Forschungen. Internationale Zeitschrift für Byzantinistik 21, 1995, S. 235–246.